# Connaught Engineering
Connaught Engineering var en brittisk formelbiltillverkare med ett formel 1-stall som tävlade under 1950-talet.

## F1-säsonger
| Säsong | Tävlingsnamn              | Bil         | Motor              | Däck | Poäng | VM-plac. | Förare 1                      | Förare 2                           | Övriga förare                           |
| ------ | ------------------------- | ----------- | ------------------ | ---- | ----- | -------- | ----------------------------- | ---------------------------------- | --------------------------------------- |
| 1952   | Connaught Engineering     | Connaught A | Lea-Francis 2.0 L4 | -    | 3     | 6:a      | Kenneth McAlpine              | Dennis Poore                       | Ken Downing Eric Thompson Stirling Moss |
| 1953   | Connaught Engineering     | Connaught A | Lea-Francis 2.0 L4 | -    | -     | -        | Prince Bira Jack Fairman      | Roy Salvadori                      | Stirling Moss Kenneth McAlpine          |
| 1955   | Connaught Engineering     | Connaught B | Alta 1.5           | -    | -     | -        | Kenneth McAlpine              | Jack Fairman                       | -                                       |
| 1956   | Connaught Engineering     | Connaught B | Alta 1.5           | -    | 7     | 3:a      | Archie Scott-Brown Les Leston | Desmond Titterington Ron Flockhart | Jack Fairman                            |
| 1957   | Connaught Engineering     | Connaught B | Alta 1.5           | -    | 3     | 4:a      | Stuart Lewis-Evans            | Ivor Bueb                          | -                                       |
| 1959   | Connaught Cars-Paul Emery | Connaught C | Alta 1.5           | -    | 0     | 8:a      | Bob Said                      | -                                  | -                                       |

## Andra stall
Connaught har också levererat bilar till andra formel 1-stall.

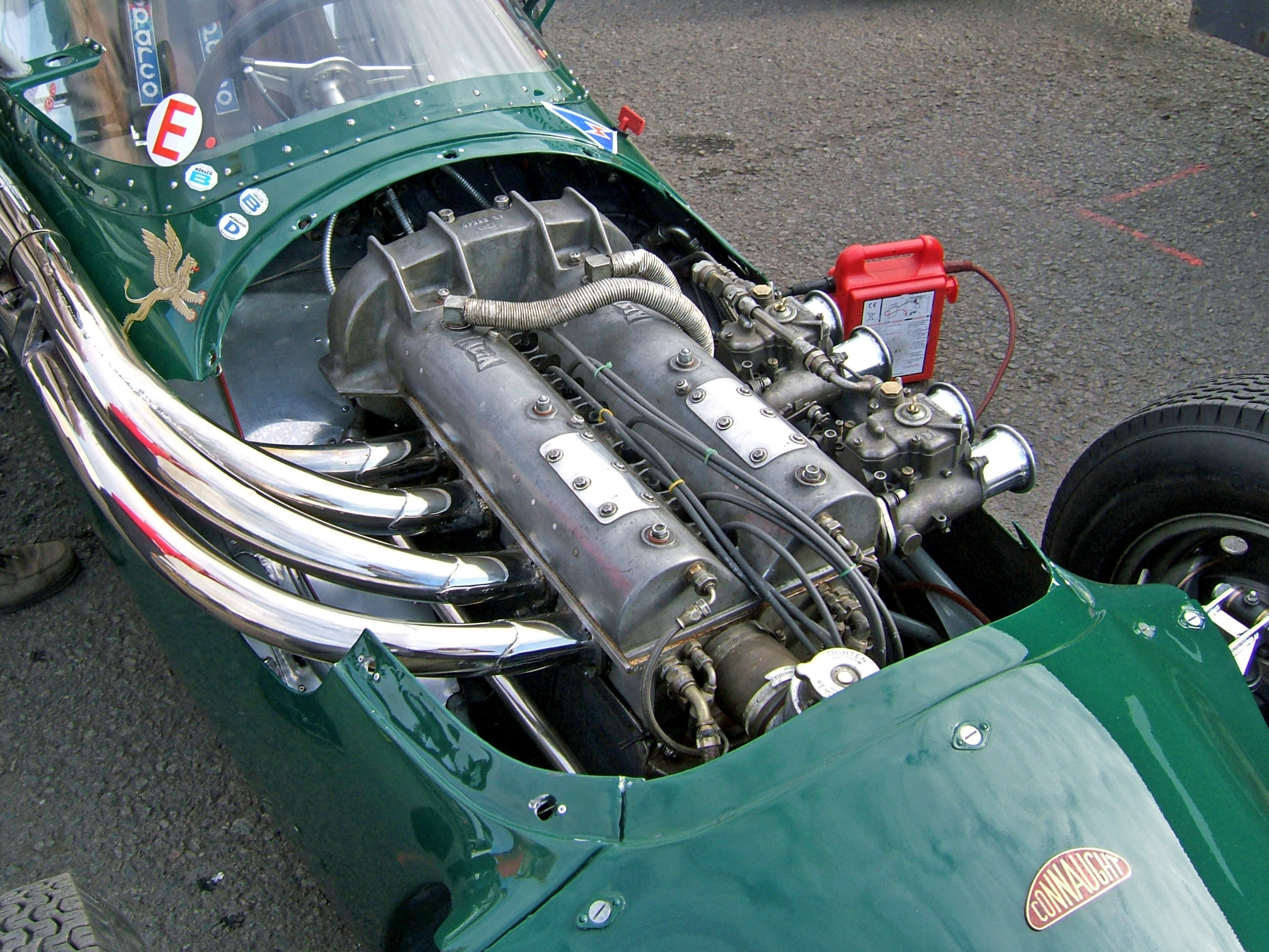
En Connaught C med Alta-motor.

| Stall            | Säsong | Konstruktör       | Antal lopp |
| ---------------- | ------ | ----------------- | ---------- |
| Ken Downing      | 1952   | Connaught-Francis | 1          |
| Ecurie Belge     | 1953   | Connaught-Francis | 5          |
| R R C Walker     | 1953   | Connaught-Francis | 1          |
| R R C Walker     | 1954   | Connaught-Francis | 1          |
| R R C Walker     | 1955   | Connaught-Alta    | 1          |
| Ecurie Ecosse    | 1953   | Connaught-Francis | 1          |
| Ecurie Ecosse    | 1954   | Connaught-Francis | 1          |
| Bill Whitehouse  | 1954   | Connaught-Francis | 1          |
| Leslie Marr      | 1954   | Connaught-Francis | 1          |
| Leslie Marr      | 1955   | Connaught-Alta    | 1          |
| Sir Jeremy Boles | 1954   | Connaught-Francis | 1          |
| Piero Scotti     | 1956   | Connaught-Alta    | 1          |
| B C Ecclestone   | 1958   | Connaught-Alta    | 4          |